# Oetrange
Ne doit pas être confondu avec Otrange ou Œutrange.
Oetrange (luxembourgeois : Éiter, allemand : Oetringen) est une section de la commune luxembourgeoise de Contern située dans le canton de Luxembourg.